# Substancja (fizyka)
Substancja – materia składająca się z obiektów (cząstek, atomów) mających niezerową masę spoczynkową. Substancją nie jest zatem np. fala lub pole fizyczne (grawitacyjne, elektryczne).
Substancja może być jednorodna w sensie chemicznym (np. związek chemiczny) i fizycznym (ośrodek ciągły) albo może być niejednorodna (mieszanina, granulat). Jej skład może być ustalony lub zmienny.
Substancja w sensie fizycznym jest pojęciem szerszym od pojęcia "substancja chemiczna" używanego w chemii. Zatem każda substancja chemiczna jest również substancją w sensie fizycznym, ale nie odwrotnie.

## Przykłady klasyfikacji substancji
| Substancja tylko w znaczeniu | Substancja w fizyce     | Nie jest substancją: |
| fizycznym:                   | i substancja chemiczna: |                      |
|                              |                         |                      |
| woda morska                  | woda (H2O)              | fala na wodzie       |
| stal                         | żelazo                  | światło              |
| piasek                       | kwarc                   | pole grawitacyjne    |

## Substancja a ciało fizyczne
Dana substancja może mieć określone właściwości fizyczne, np. gęstość, lepkość, kolor. Natomiast pozbawiona jest cech o charakterze ograniczającym, jak np. długość, objętość, masa. Takie cechy mogą charakteryzować ciało fizyczne. Istotna jest zależność pomiędzy substancją i ciałem fizycznym. Substancja nie jest ciałem fizycznym, ale ciało jest zbudowane z substancji. Na przykład lód jest substancją, z której mogą być zbudowane ciała takie jak np. sopel, kra, igloo.